# Durand von Lüttich
Durand von Lüttich († 1025) war von 1021 bis 1025 Bischof von Lüttich.

## Leben
Er stammte aus einer Hörigenfamilie des Dompropstes Gottschalk und wurde wegen seiner Begabung an der Domschule in Lüttich erzogen. Danach lehrte er die Sieben Freien Künste in Bamberg. Später war er Kanzler Heinrichs II. Bereits 1004 war er einer der Kandidaten für das Bischofsamt im wiederhergestellten Bistum Merseburg.
Heinrich II. ernannte ihn auch zum Bischof von Lüttich. Der vom Domkapitel zuvor gewählte Dompropst Gottschalk verzichtete zu Gunsten von Durand auf das Amt. Das kirchliche Gehorsamsgelübde Gottschalks wollte er nicht annehmen und äußerte, er werde nie den Gehorsam vergessen, den er seinem weltlichen Herrn schulde.
Durand weihte 1022 die Kirche in Gembloux. Mit dem Erzbischof Pilgrim von Köln kam es zum Streit um die Zugehörigkeit der Reichsabtei Burtscheid. Eine Reichsversammlung in Aachen entschied zu Gunsten von Lüttich.
Wie die anderen Fürsten aus Niederlothringen stand Durand bei der Königswahl 1024 zunächst auf Seiten Konrads des Jüngeren. Anlässlich eines Aufenthaltes von Konrad dem Älteren in Lüttich leistete er aber diesem den Treueeid. Zum Dank erhielt er die dem Hochstift entzogene Herrschaft Heerewaarden zurück.
Er hatte zeitweise das Klostergut von St. Laurent für das Hochstift in Anspruch genommen, bemühte sich aber kurz vor seinem Tod, den Schaden wiedergutzumachen.
Laut Vollständigem Heiligenlexikon wird Durand von Lüttich von Einigen unter die »Seligen« gezählt. Sein Gedenktag ist der 23. Januar.